# 菅野則子
菅野 則子（すがの のりこ、1939年(昭和14年)6月22日 - ）は、日本史学者。帝京大学名誉教授。元「公益財団法人市川房枝記念会女性と政治センター」理事長。

## 来歴
東京生まれ。1962年東京女子大学文理学部卒業。1964年東京都立大学 (1949-2011)大学院修士課程修了。1993年「幕末農村社会史研究」で都立大学博士（史学）。一橋大学経済学部助手、帝京大学文学部教授。2010年定年退任、名誉教授。

## 著書
- 『村と改革 近世村落史・女性史研究』三省堂、1992
- 『江戸時代の孝行者 「孝義録」の世界』吉川弘文館 歴史文化ライブラリー、1999
- 『江戸の村医者 本田覚庵・定年父子の日記にみる』新日本出版社、2003
- 『文字・文・ことばの近代化』同成社、2011

### 共著など
- 『官刻孝義録』校訂 東京堂出版、1999
- 『入門古文書を楽しむ』桜井由幾共著 竹内書店新社、2000
- 『ジェンダーで読み解く江戸時代』桜井由幾、長野ひろ子共編 三省堂、2001
- 『備前国孝子伝』編 吉川弘文館、2005
- 金子幸子、黒田弘子、菅野則子、義江明子 編『日本女性史大辞典』吉川弘文館、2008年1月10日。ISBN 978-4642014403。